# Dendrolagus dorianus
Dendrolagus dorianus — вид родини Кенгурових. Колір хутра темно-коричневий. Максимально зафіксована вага деревних кенгуру належить виду D. dorianus — 20.0 кг. Етимологія: вид названо на честь графа Джакомо Доріа, покровителя Міланського музею природознавства.

## Поширення
Цей вид є ендеміком Нової Гвінеї, де він знаходиться у високогірних районах центральних гір на південному сході Папуа Нової Гвінеї. Діапазон поширення за висотою: 600-3650 м над рівнем моря. Населяє моховитих середньо і високогірні тропічні ліси.

## Загрози та охорона
Цей вид знаходиться під сильною загрозою полювання місцевими жителями з собаками на продовольство. Майбутні загрози включають втрату і деградацію середовища проживання. Зустрічається в кількох охоронних територіях.

## Підвиди
вид Dendrolagus dorianus
- підвид Dendrolagus dorianus dorianus (Ramsay, 1883)
- підвид Dendrolagus dorianus mayri (Rothschild and Dollman, 1933)
- підвид Dendrolagus dorianus notatus (Matschie, 1916)